# Culicoides fuscicaudae
Culicoides fuscicaudae är en tvåvingeart som beskrevs av John William Scott Macfie 1947. Culicoides fuscicaudae ingår i släktet Culicoides och familjen svidknott. Inga underarter finns listade i Catalogue of Life.